# Shin Seung-ho
Shin Seung-ho (en hangul, 신승호), es un actor y modelo surcoreano.

## Carrera
En 2016 debutó como modelo durante la semana de la moda de Seúl.
El 1 de julio del 2018 se unió al elenco principal de la serie juvenil A-Teen, donde interpretó al estudiante Nam Shi-woo, un jugador de básquetbol que parece frío pero que es directo a la hora de expresar sus sentimientos por Do Ha-na (Shin Ye-eun), hasta el final de la temporada el 16 de septiembre del mismo año.
El 21 de abril del 2019 se unió nuevamente al elenco de la segunda temporada de la serie A-Teen 2, donde volvió a dar vida Shi-wo, hasta el final de la serie el 27 de junio del mismo año.
El 22 de julio del mismo año se unió al elenco principal de la serie Moment at Eighteen (열여덟의 순간, también conocida como "At Eighteen"), donde dio vida al estudiante Ma Hwi-young, un joven que parece perfecto y amable en la superficie pero que tiene un lado oscuro y muchas preocupaciones, hasta el final de la serie el 10 de septiembre del mismo año.
Ese mismo año se anunció que se había unido al elenco principal de la serie Love Alarm, donde dio vida a Il-sik, un vibrante estudiante de judo que se siente atraído por Kim Jo-jo (Kim So-hyun).
El 6 de abril del 2020 se unió al elenco principal de la serie How to Buy a Friend (también conocida como Contract Friendship), donde interpretó a Heo Don-hyuk, un joven considerado por los otros estudiantes de su escuela como un luchador legendario, hasta el final de la serie el 14 de abril del mismo año.
El 17 de febrero de 2021 formó parte del elenco principal de la película Double Patty, donde interpretó el personaje de Kang Woo-ram, un exatleta de ssireum.
En junio de 2022 se unirá al elenco de la serie Alquimia de almas, donde dará vida a Go Won, el mezquino y travieso príncipe heredero de la nación Daeho. Aspira a ser un rey generoso y gentil, sin embargo Mu Deok-yi ve a través de su naturaleza y mal genio.

## Filmografía

### Series de televisión
| Año  | Título              | Personaje          | Notas                   | Ref.                 |
| ---- | ------------------- | ------------------ | ----------------------- | -------------------- |
| 2018 | A-Teen              | Nam Shi-woo        | Serie web, 24 episodios |                      |
| 2019 | A-Teen S2           | Nam Shi-woo        | Serie web               |                      |
| 2019 | Moment at Eighteen  | Ma Hwi-young       | 16 episodios            |                      |
| 2019 | Love Alarm          | Il-sik             |                         |                      |
| 2020 | How to Buy a Friend | Heo Don-hyuk       | 8 episodios             | [ 21 ] [ 22 ] [ 23 ] |
| 2020 | Homemade Love Story | Joven en la Fiesta | Ep. 1                   |                      |
| 2021 | D.P.                | Hwang Jang-soo     |                         |                      |
| 2022 | Alquimia de almas   | Go Won             |                         | [ 24 ] [ 25 ]        |
| 2022 | Un héroe débil      | Jeon Seok-dae      | Serie web               | [ 26 ]               |

### Películas
| Año  | Título                        | Personaje     | Notas         | Ref.          |
| ---- | ----------------------------- | ------------- | ------------- | ------------- |
| 2021 | Double Patty                  | Kang Woo-ram  | junto a Irene |               |
| 2024 | Pilot                         | Seo Hyun-seok |               | [ 27 ] [ 28 ] |
| 2025 | Omniscient Reader's Viewpoint | Lee Hyun-sung |               | [ 29 ]        |

### Videos musicales
| Año  | Cantante     | Canción     | Ref.   |
| ---- | ------------ | ----------- | ------ |
| 2019 | OVAN & Soyou | "Rain Drop" | [ 30 ] |

### Anuncios
| Año  | Título                     | Notas                                         |
| ---- | -------------------------- | --------------------------------------------- |
| 2018 | SK Telecom: O Teen Week    | junto a Shin Ye-eun, Lee Na-eun y Ryu Ui-hyun |
| 2018 | SK Telecom: Data Superpass | junto a Shin Ye-eun                           |
| 2019 | NII Korea x Kakao Friends  | junto a Shin Ye-eun                           |

## Discografía
| Año  | Cantante  | Canción               | Notas         | Ref.   |
| ---- | --------- | --------------------- | ------------- | ------ |
| 2021 | Night Sky | OST de "Double Patty" | junto a Irene | [ 31 ] |

## Premios y nominaciones
| Año  | Premios                     | Categoría              | Trabajo | Resultado | Ref.   |
| ---- | --------------------------- | ---------------------- | ------- | --------- | ------ |
| 2022 | 58.os Premios Baeksang Arts | Mejor actor revelación | D.P.    | Nominado  | [ 32 ] |